# Щучинское сельское поселение (Лискинский район)
Щучинское сельское поселение — муниципальное образование в Лискинском районе Воронежской области.
Административный центр — село Щучье.

## Население
| 2010  | 2012  | 2013  | 2014  | 2015  | 2016  | 2017  |
| ----- | ----- | ----- | ----- | ----- | ----- | ----- |
| 1203  | ↘1161 | ↘1133 | ↘1113 | ↘1102 | →1102 | ↘1090 |
| 2018  |       |       |       |       |       |       |
| ↗1095 |       |       |       |       |       |       |

## Населённые пункты
В состав поселения входят 2 населённых пункта:
1. село Щучье
2. село Переезжее